# Bulbine
Bulbine is een geslacht uit de Affodilfamilie. De meeste soorten komen voor in het zuiden van Afrika.

## Soorten
- Bulbine abyssinica
- Bulbine acaulis
- Bulbine adnutans
- Bulbine alata
- Bulbine alba
- Bulbine alooides
- Bulbine altissima
- Bulbine alveolata
- Bulbine angustifolia
- Bulbine annua
- Bulbine asiatica
- Bulbine asphodeloides
- Bulbine australis
- Bulbine bachmanniana
- Bulbine bachmannii
- Bulbine bisulcata
- Bulbine brevifolia
- Bulbine breviracemosa
- Bulbine brunsvigiifolia
- Bulbine bruynsii
- Bulbine bulbosa
- Bulbine caespitosa
- Bulbine canaliculata
- Bulbine capensis
- Bulbine capitata
- Bulbine cataphyllata
- Bulbine cauda-felis
- Bulbine caudata
- Bulbine caulescens
- Bulbine cepacea
- Bulbine ciliata
- Bulbine circinata
- Bulbine coetzeei
- Bulbine concinna
- Bulbine crassa
- Bulbine cremnophila
- Bulbine crispa
- Bulbine crocea
- Bulbine curvifolia
- Bulbine dactylopsoides
- Bulbine decurvata
- Bulbine densiflora
- Bulbine dielsii
- Bulbine diphylla
- Bulbine disimilis
- Bulbine dubia
- Bulbine elongata
- Bulbine ensifolia
- Bulbine erectipilosa
- Bulbine erumpens
- Bulbine esterhuyseniae
- Bulbine falcata
- Bulbine fallax
- Bulbine favosa
- Bulbine filifolia
- Bulbine fistulosa
- Bulbine flexicaulis
- Bulbine flexuosa
- Bulbine floribunda
- Bulbine foleyi
- Bulbine fragilis
- Bulbine francescae
- Bulbine fraseri
- Bulbine frazeri
- Bulbine frutescens
- Bulbine glauca
- Bulbine graminea
- Bulbine hamata
- Bulbine hantamensis
- Bulbine haworthioides
- Bulbine hispida
- Bulbine hookeri
- Bulbine huilensis
- Bulbine inamarxiae
- Bulbine incurva
- Bulbine inexpectata
- Bulbine inflata
- Bulbine inops
- Bulbine lagopus
- Bulbine lamprophylla
- Bulbine latibracteata
- Bulbine latifolia
- Bulbine latitepala
- Bulbine lavrani
- Bulbine laxiflora
- Bulbine lolita
- Bulbine longifolia
- Bulbine longiscapa
- Bulbine louwii
- Bulbine lydenburgensis
- Bulbine mackenii
- Bulbine macrophylla
- Bulbine mallyana
- Bulbine margarethae
- Bulbine mayori
- Bulbine meiringii
- Bulbine melanovaginata
- Bulbine mesembryanthemoides
- Bulbine mettinghii
- Bulbine migiurtina
- Bulbine minima
- Bulbine monophylla
- Bulbine muscicola
- Bulbine namaensis
- Bulbine narcissifolia
- Bulbine natalensis
- Bulbine navicularifolia
- Bulbine nigra
- Bulbine nutans
- Bulbine ophiophylla
- Bulbine orchioides
- Bulbine pallida
- Bulbine parviflora
- Bulbine patersoniae
- Bulbine pendens
- Bulbine pendula
- Bulbine planifolia
- Bulbine platyphylla
- Bulbine praemorsa
- Bulbine pugioniformis
- Bulbine pusilla
- Bulbine quartzicola
- Bulbine ramosa
- Bulbine retinens
- Bulbine rhopalophylla
- Bulbine rigidula
- Bulbine rostrata
- Bulbine rupicola
- Bulbine scabra
- Bulbine sedifolia
- Bulbine seineri
- Bulbine semenaliundata
- Bulbine semibarbata
- Bulbine setifera
- Bulbine stenophylla
- Bulbine stolonifera
- Bulbine striata
- Bulbine suavis
- Bulbine subbarbata
- Bulbine succulenta
- Bulbine suurbergensis
- Bulbine tenuifolia
- Bulbine tetraphylla
- Bulbine thomasiae
- Bulbine torsiva
- Bulbine torta
- Bulbine tortifolia
- Bulbine transvaalensis
- Bulbine trichophylla
- Bulbine triebneri
- Bulbine triquetra
- Bulbine truncata
- Bulbine tuberosa
- Bulbine uncinata
- Bulbine undulata
- Bulbine unifolia
- Bulbine urgineoides
- Bulbine vagans
- Bulbine vesicularis
- Bulbine vitrea
- Bulbine vittatifolia
- Bulbine wiesei
- Bulbine xanthobotrys
- Bulbine zeyheri

... · 
Aloe (Aloë) · 
Asphodelus (Affodil) · 
Astroloba · 
Bulbine · 
Bulbinella · 
Chamaealoë · 
Chortolirion · 
Eremurus · 
Gasteria · 
Haworthia · 
Herpolirion · 
Jodrellia · 
Kniphofia · 
Lomatophyllum · 
Poellnitzia · 
Trachyandra · 
...